# اسکیلد کامپوزیتس ای‌تی‌تی‌تی
اسکیلد کامپوزیتس ای‌تی‌تی‌تی (به انگلیسی: Scaled Composites ATTT) یک هواگرد ساختِ کارخانهٔ اسکیلد کامپوزیتس در کشور ایالات متحده آمریکا است. این هواگرد برای نخستین بار در ۲۹ دسامبر ۱۹۸۶ میلادی مورد استفاده قرار گرفت.